# Tonypandy
Tonypandy est une ville du county borough de Rhondda Cynon Taf, au pays de Galles.